# میکروسکوپ الکترونی عبوری

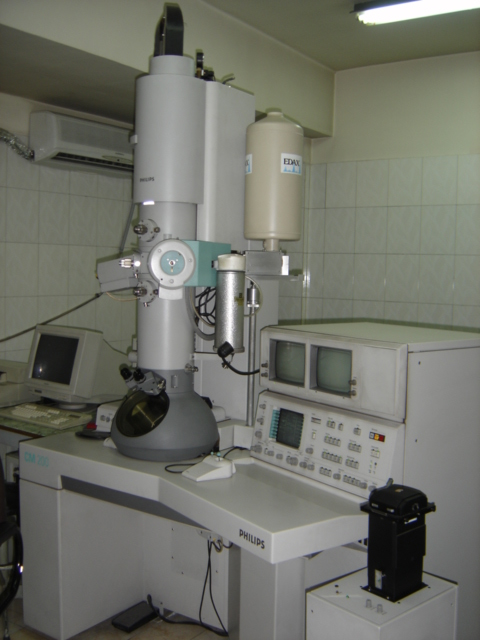
میکروسکوپ الکترونی عبوری

میکروسکوپ الکترونی عبوری (به انگلیسی: Transmission electron microscopy) (اختصاری TEM) نوعی میکروسکوپ الکترونی است که در آن پرتویی از الکترون‌ها از یک نمونه فوق‌العاده نازک عبور می‌کنند و در اثر تعامل الکترون‌های عبوری با نمونه تصویر تشکیل می‌شود. سپس تصویر بر روی یک ابزار تصویر ساز مانند یک صفحه نمایش فلورسنت، یا یک لایه از فیلم عکاسی متمرکز و بزرگنمایی شده، یا توسط یک حسگر مانند یک افزاره بارجفت‌شده (CCD) که نوعی حسگر تصویربرداری می‌باشد آشکار می‌گردد.
تی‌ئی‌ام‌ها قادر به تصویربرداری با وضوح قابل توجهی بالاتر از میکروسکوپ نوری هستند و علت آن کوچکتر بودن طول موج الکترون‌ها نسبت به طول موج نوراست؛ لذا قابلیت عکس‌برداری از ریزساختار مواد با بزرگنمایی ۱٬۰۰۰ تا ۱٬۰۰۰٬۰۰۰ برابر با وضوح تصویری درحد کوچک‌تر از ۱ نانومتر را دارد. میکروسکوپ الکترونی عبوری همچنین توانایی آنالیز عنصری، تعیین ساختار و جهت کریستالی اجزایی به کوچکی ۳۰ نانومتر را به صورت کیفی و کمی دارد.
میکروسکوپ نوری تی‌ئی‌ام‌ در طیف وسیعی از رشته‌های علمی مثل فیزیک، شیمی و علوم زیستی و علم مواد/متالورژی و … مورد استفاده قرار می‌گیرد.

## تاریخچه

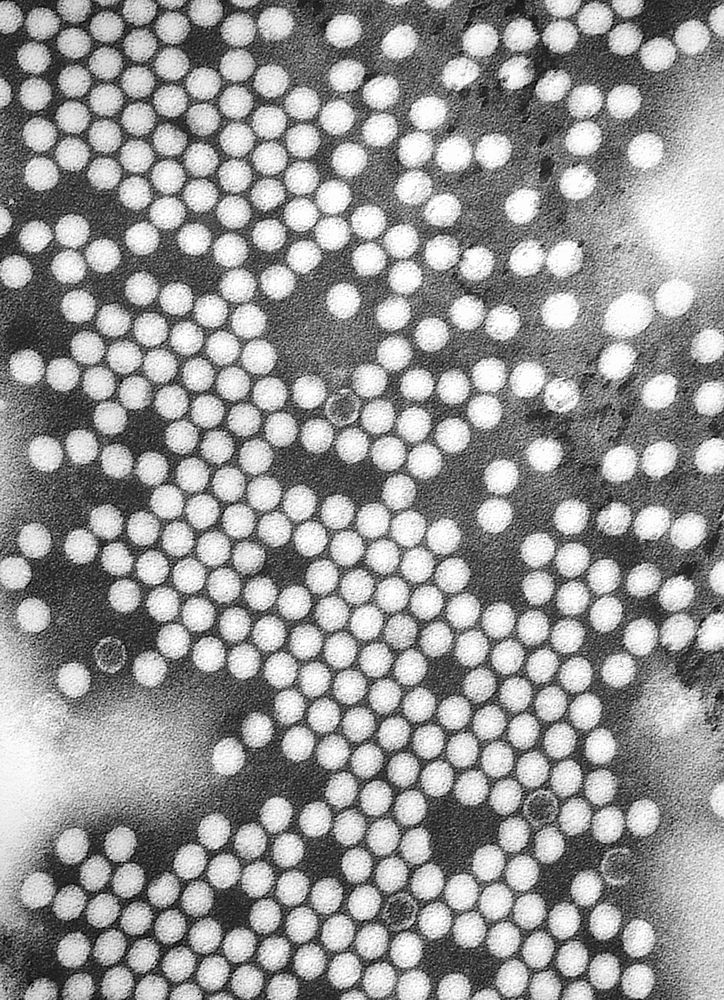
یک تصویر تی‌ئی‌ام‌ از ویروس پولیومیلیت

لوئیس دو بروی در سال ۱۹۲۵ برای اولین بار تئوری خصوصیات موجی الکترون‌ها که طول موجی کمتر از نور مرئی دارند را ارائه کرد. در سال ۱۹۲۷ دیویسون و گرمر و همچنین تامپسون و رید به‌طور مستقل آزمایش‌های کلاسیک تفرق الکترونی را انجام دادند که نشان‌دهندهٔ طبیعت موجی الکترون‌ها بود. در سال ۱۹۳۲ روسکا و نول اولین بار ایدهٔ میکروسکوپ الکترونی را مطرح کردند. در سال ۱۹۳۶ اولین میکروسکوپ الکترونی عبوری توسط شرکت Metropolitian-Vickers در انگلستان ساخته شد.
شکل اصلی میکروسکوپ الکترونی، میکروسکوپ انتقال الکترونی از یک پرتو الکترونی ولتاژ بالا برای ساخت یک تصویر استفاده می‌کند. الکترون‌ها به وسیلهٔ یک تفنگ الکترونی انتشار می‌یابند، که معمولاً با یک کاتد ساخته شده از تنگستن رشته‌ای به عنوان یک منبع الکترون پر شده‌است. پرتو الکترونی به وسیلهٔ یک آند معمولی با ولتاژ kV100+ (40تا 400kV) شتاب می‌گیرد با توجه به نوع کاتد، به وسیلهٔ عدسی‌های الکترواستاتیکی و الکترومغناطیسی تمرکز یافته، و از طریق نمونه که در بخش شفاف به الکترون است انتقال می‌یابد، و در نقطه خارج از پرتو آن‌ها پراکنده می‌شود. هنگامی که از نمونه ظاهر می‌شود، پرتو الکترونی اطلاعاتی در مورد ساختار نمونه که به وسیلهٔ عدسی‌های هدف سیستم میکروسکوپ بزرگنمایی شده را حمل می‌نماید. تنوع فضایی در این اطلاعات (تصاویر) ممکن است به وسیلهٔ طرح تصویر الکترونی بزرگ شده بر روی یک صفحه نمایش فلور سنت پوشش داده شده با فسفر یا مادهٔ جرقه زنی مثل سولفید روی مشاهده شود. متناوباً، تصویر می‌تواند به وسیلهٔ نمایش یک فیلم عکسی یا صفحه‌ای مستقیماً رو به پرتو الکترونی، یا یک فسفر وضوح بالا همراه شده و بوسیلهٔ سیستم عدسی نوری یا یک فیبر نوری چراغ راهنمایی برای حسگر یک دوربین CCD (دستگاه باردار) ثبت عکسی شود. تصویر بوسیلهٔ CCD که می‌تواند آن را در مانیتور یا کامپیوتر نمایش دهد شناسایی می‌شود. وضوح تی‌ئی‌ام‌ در درجهٔ اول بوسیلهٔ انحراف کروی محدود می‌شود، اما نسل جدید تنظیم‌کننده‌های انحراف قادر به غلبه بر بخشی از انحراف کروی برای افزایش وضوح هستند. سخت‌افزار اصلاح انحراف کروی برای میکروسکوپ انتقال الکترونی با وضوح بالا (HRتی‌ئی‌ام‌) اجازه داده‌است تصاویری با وضوح بالای ۰/۵ آنگستروم (۵۰ پیکومتر) و بزرگنمایی بالای ۵۰ میلیون بار تولید شود. توانایی تعیین موقعیت اتم‌ها در داخل مواد HRتی‌ئی‌ام‌ را یک ابزار مهم برای توسعه و تحقیق فناوری نانو ساخته‌است.
یک حالت استفاده مهم تی‌ئی‌ام‌ پراش الکترون است. مزایای پراش الکترونی روی پرتو ایکس در بلورشناسی این است که نمونه نیازمند یک تک بلور یا حتی پودر چند بلوری نبوده، و همچنین این که تبدیل فوریه بازسازی ساختار شیئ بزرگ‌شده به‌طور فیزیکی رخ می‌دهد و درنتیجه بعد از بدست آوردن تصویر بلوری الگوهای پراش پرتو ایکس آن‌ها به صورت یک تک بلور یا پودر چند بلوری، از نیاز به حل مشکل فاز مواجه شده به وسیلهٔ پرتو ایکس اجتناب می‌شود.
عمده معایب میکروسکوپ انتقال الکترونی این است که نیازمند بخش‌های بسیار باریک از نمونه، معمولاً حدود 100 نانومتر  می‌باشد. نمونه‌های زیستی معمولاً نیازمند ثبوت شیمیایی هستند، آب از دست داده و جاسازی شده در یک رزین پلیمری برای ایجاد ثبات در آن‌ها، به آن‌ها اجازه تشکیل برشی به اندازه کافی نازک می‌دهد. بخشی از نمونه‌های زیستی، پلیمرهای آلی و مواد مشابه ممکن است نیاز ویژه به رنگ‌آمیزی با برچسب اتم سنگین به منظور دستیابی به کنتراست تصویر مورد نیاز داشته باشند.

## اجزای دستگاه

ساختمان داخلی یک میکروسکوپ الکترونی عبوری

در شکل مقابل اجزای اصلی یک میکروسکوپ الکترونی عبوری نشان داده شده‌است. این طرح، بنا به مورد کاربرد، به منظور به‌کارگیری انواع اثرات متقابل الکترون و نمونه به تجهیزات کمکی ویژه مجهز می‌شود. همان‌طور که مشاهده می‌شود از اجزای اصلی یک دستگاه تی‌ئی‌ام‌، می‌توان تفنگ الکترونی، عدسی جمع‌کننده، نگهدارنده نمونه، عدسی شیئی و تصویری، سیستم‌های از بین برنده آلودگی، پرده فلورسنت و دوربین عکاسی را برشمرد. کل سیستم در خلأ حداقل ۰/۰۰۰۱ تور قرار دارد تا مسیر آزاد طولانی برای الکترون موجود باشد.

### تفنگ الکترونی
در بخش فوقانی دستگاه یعنی حدود یک متر بالاتر از سر کاربری که پشت میکروسکوپ نشسته‌است، تفنگ الکترونی قرار گرفته‌است. رایج‌ترین تفنگ‌های الکترونی مورد استفاده در تی‌ئی‌ام‌ از نوع حرارتی است که می‌توانند الکترون‌ها را در محدوده اختلاف پتانسیل ۴۰ الی۲۰۰ کیلو ولت شتاب دهند. اینکه انرژی الکترون‌ها باید چقدر باشد، به طبیعت نمونه و اطلاعات مورد نیاز بستگی دارد.

### سیستم متمرکزکننده
در زیر تفنگ الکترونی دو یا چند عدسی متمرکزکننده قرار دارند. این عدسی‌ها به کمک یکدیگر پرتوی منتشره از طریق تفنگ الکترونی را باریک کرده و قطر آن را هنگام برخورد با نمونه کنترل می‌کنند. این امر باعث می‌شود تا اپراتور بتواند سطحی از نمونه را که در معرض پرتو قرار می‌گیرد و نیز شدت پرتو تابیده شده بر روی نمونه را کنترل کند. دریچه‌ای بین عدسی‌های متمرکزکننده قرار دارد که به دریچه متمرکزکننده معروف بوده و برای کنترل مقدار زاویه همگرایی پرتو مورد استفاده قرار می‌گیرد. میزان پرتوی الکترونی که نمونه را هدف قرار می‌دهد (از لحاظ شدت و وسعت) توسط فردی که با میکروسکوپ کار می‌کند با توجه به نوع اطلاعاتی که از او می‌خواهد و با توجه به نمونه تغییر داده می‌شود.

### محفظه نمونه
محفظه نمونه یکی از قسمت‌های بسیار مهم میکروسکوپ است که در زیر قسمت سیستم متمرکزکننده قرار دارد. باید نمونه‌های بسیار کوچک به‌طور بسیار دقیقی در جای مناسب خود در داخل عدسی‌های شیئی قرار گیرد. اما همین نمونه باید بتواند در حد چند میلی‌متر جابه‌جا شده و به میزان زیادی بچرخد. علاوه بر این، اگر از میکروسکوپ برای آنالیز شیمیایی نیز استفاده شود، پرتو ایکس باید بتواند از این محل خارج شود. برای دستیابی به این مشخصات از میله نگهدارنده نمونه استفاده می‌شود که می‌تواند نمونه‌ای به قطر ۳ میلی‌متر یا کوچک‌تر را که بر روی شبکه حمایتی با اندازه ۳ میلی‌متر قرار دارد، بین قطب‌های عدسی‌های شیئی قرار دهد.

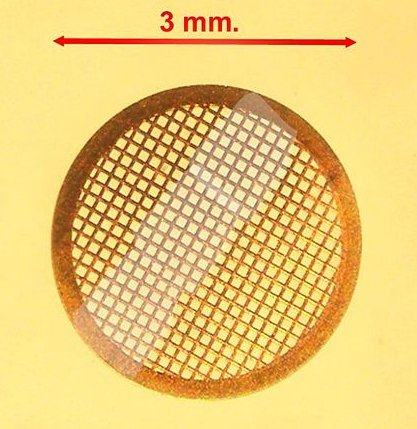
شبکه نگهدارنده نمونه

میله نگهدارنده نمونه

### عدسی‌های میانی و شیئی
نقش عدسی شیئی تشکیل اولین تصویر یا الگوی پراش میانی است که بعداً توسط عدسی‌های تصویری بزرگ شده و بر روی صفحه نمایش نموده می‌شود.
مشخصه اساسی سیستم شیئی، نگهدارنده دریچه‌ها (به انگلیسی: aperture) است که این امکان را به وجود می‌آورد که یکی از سه یا چهار دریچه کوچک بتواند در جایی که صفحه کانونی شیئی قرار دارد و به درون ستون میکروسکوپ برده شود. دریچه شیئی، محدوده‌ای را که الکترون‌های پراکنده شده می‌توانند به طرف پائین ستون میکروسکوپ حرکت و در تشکیل تصویر مشارکت کنند (باید توجه داشت این محدوده به صورت زاویه‌ای در نظر گرفته می‌شود) تعیین می‌کند؛ بنابراین قطر دریچه، قدرت تفکیک نهایی را به دست می‌دهد، کنترل می‌کند. پس برای قدرت تفکیک بالا، دریچه‌ای بزرگ مورد نیاز است.

### عدسی‌های تصویری
اولین تصویر که توسط عدسی‌های شیئی ایجاد می‌شود، معمولاً از بزرگنمایی ۱۰۰–۵۰ برابر برخوردار است. این تصویر توسط یک سری از عدسی‌های میانی و تصویری بزرگ شده و نهایتاً بر روی صفحه نمایش فلورسانس میکروسکوپ تابانده می‌شود. با استفاده از سه یا چهار سری عدسی، که هر سری می‌تواند تا بیست برابر تصویر را بزرگ کند، به راحتی، بزرگنمایی نهایی تا حدود یک میلیون قابل دستیابی خواهد بود. برای بزرگنمایی کمتر نیازی به استفاده از تمام عدسی‌ها نیست، لذا می‌توان یک یا تعداد بیشتری از عدسی‌های تصویر را خاموش کرد.

## نمونه‌ها
شکل
فقط مواد جامد
اندازه

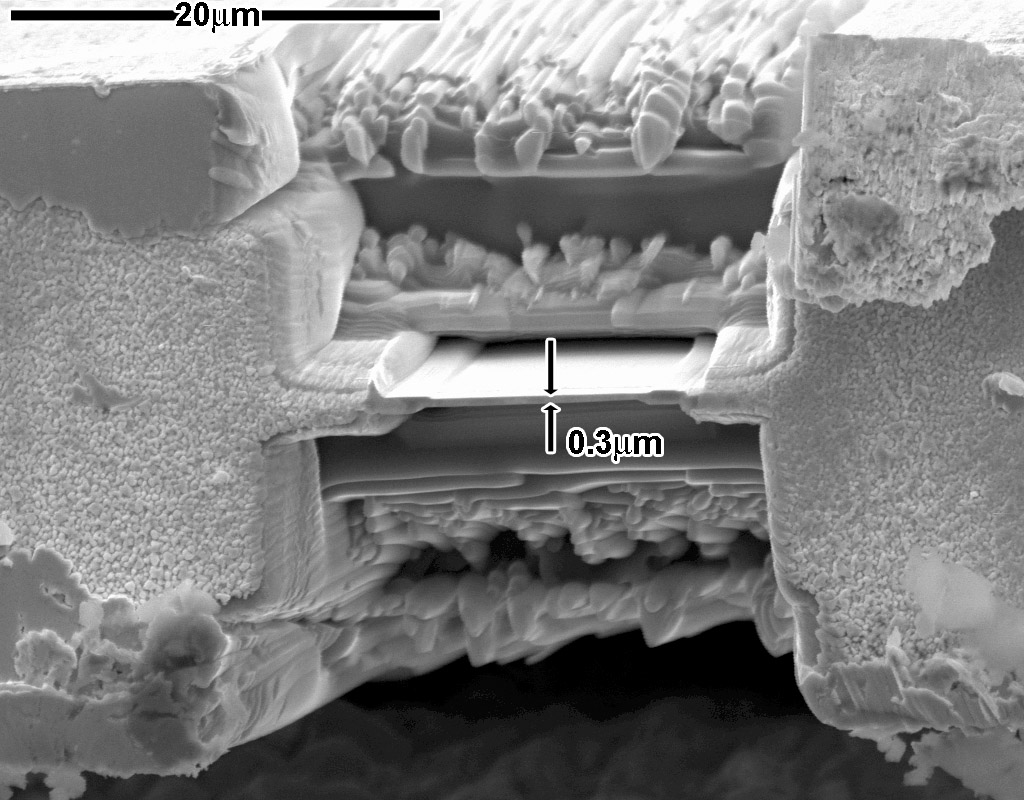
عکس میکروسکوپ الکترونی روبشی از یک نمونهٔ آماده شده برای میکروسکوپ الکترونی عبوری که توسط تابش یونی متمرکز نازک شده‌است. غشای نازک برای بررسی توسط تی‌ئی‌ام‌ مناسب است ولی با ضخامت حدود ۳۰۰ نانومتر بدون نازک کردن بیشتر برای بررسی توسط میکروسکوپ الکترونی عبوری وضوح بالا مناسب نخواهد بود.

دیسکی با قطر ۳ میلی‌متر و ضخامت تقریبی ۵ میکرومتر
آماده‌سازی
باید برش‌هایی از نمونه تهیه شده و به کمک الکتروپولیش تا حدی نازک شود که به الکترون‌ها اجازهٔ عبور بدهد.
زمان تقریبی مورد نیاز
۳ تا ۳۰ ساعت برای هر نمونه (بدون احتساب زمان آماده‌سازی)

## برخی از کاربردها در شناخت و آنالیز مواد
تی‌ئی‌ام‌ می‌تواند ریز ساختار فلزات را با قدرت تفکیکی تا ابعاد اتمی نشان دهد به شرط اینکه دقت کافی هم در مرحله نمونه‌سازی و هم در کاربرد دستگاه معمول شود. در غیر این صورت نیز قدرت تفکیک تا °۲۰A را با میکروسکوپ‌های مدرن می‌تواند به دست آورد.
تی‌ئی‌ام‌ اطلاعات مشروحی دربارهٔ فلزات از قبیل توزیع حرکت ناجابجایی‌ها، اندازه، تعداد و توزیع رسوبات و آخال‌ها، مکانیزم‌های جوانه زنی و رشد، حرکت ترک‌ها و… را ارائه می‌دهد. از آنجا که تعداد زیادی از خواص فیزیکی و مکانیکی وابسته به ریز ساختارها هستند می‌توان ارتباط بین آن‌ها را مورد مطالعه قرار داد. در عمل بررسی ریز ساختارها از اندازه‌گیری تعداد زیادی از خواص مکانیکی آسان‌تر است؛ بنابراین چنانچه ارتباط صحیحی بین ریز ساختار و سایر خواص به دست آید می‌توان از میکروسکوپ در تعیین و کنترل فرایند کمک گرفت. در زیر به برخی از کاربردهای عمده تی‌ئی‌ام‌ در شناخت و آنالیز موارد اشاره شده‌است:
- تعیین جهت رشد مواد بلورین و صفحات کریستالی
- تعیین بردار برگرز نابجایی و انرژی نقص انباشتگی
- تعیین عیوب بلوری و مرزدانه‌ها
- بررسی هم سیمایی
- گذارهای فازی
- بازیابی و بازبلورش
- خستگی
- اکسایش
- رسوب
- بررسی‌های ساختاری
- بررسی سطوح شکست
- تشخیص مناطق دارای تنش پسماند
- شناسایی ترکیب شیمیایی فازهای غیرآلی
- مطالعه سرامیک‌ها و کانی‌ها[۲]

## محدودیت‌ها
- فرایند تهیه نمونه‌ها بسیار زمان‌بر و خسته‌کننده و هزینه‌بر است.
- تعداد نمونه‌ای برگشتی (معیوب) در این فنون زیاد است.
- امکان تغییر ساختار نمونه در حین فرایند آماده‌سازی وجود دارد.
- میدان دید در این فن بسیار کوچک بوده و نمی‌توان خواص ناحیه آنالیزشده را به کل نمونه نسبت داد.
- پتانسیل کاری برای تخریب نمونه‌ها (به ویژه نمونه‌های زیستی) کافی می‌باشد.[۴]